# Past na dinosaura
Past na dinosaura (Dino Death Trap) je televizní dokument, který byl původně vysílán na kanálu National Geographic Channel. Jde o první dokument, ve kterém se objevil Guanlong wucaii. V dokumentu se vědci radí, jak zemřel Guanlong v dehtu, jak se hromadí další dinosauří těla vedle sebe a také ukázal, jak se jedni z nejmenších dinosaurů vyvinuli na některé z největších a nejznámějších. Jde třeba o zdokumentování vývoje z Guanlonga na Tyrannosaura nebo z Yinlonga na Triceratopse.